# Zaleya galericulata
Zaleya galericulata är en isörtsväxtart. Zaleya galericulata ingår i släktet Zaleya och familjen isörtsväxter.

## Underarter
Arten delas in i följande underarter:
- Z. g. australis
- Z. g. galericulata